# Línea 749 (José C. Paz)
La línea 749 es una línea de transporte colectivo urbano. Recorre la localidad de José C. Paz.
Es operada por las empresas Expreso Parque El Lucero S.A. (E.P.E.L.S.A.) y Empresa De Transporte El Litoral S.A. (E.T.E.L.S.A.)
El Grupo EPELSA/ETELSA también opera las líneas 341, 379, 391, 449 y 501 Malvinas Argentinas.

## Recorridos

### San Atilio largo
Desde Est. José C. Paz - Calle Federico Lacroze - Av. José Altube - Calle Gaspar Campos - Av. Hipólito Yrigoyen (Ruta 197) - Av. Croacia - Calle Ottawa - Calle Corbeta Uruguay - Calle San Blas - Calle Salvatori (Ex Bolívar) - Calle Trinidad - Av. Derqui - Av. Hipólito Yrigoyen (Ruta 197) - Calle Federico Lacroze - Hasta Est. José C. Paz

### San Atilio por Lamas
Desde Est. José C. Paz - Calle Federico Lacroze - Av. José Altube - Calle Gaspar Campos - Av. Hipólito Yrigoyen (Ruta 197) - Av. Derqui - Calle Trinidad - Calle Salvatori (Ex Bolívar) - Calle San Blas - Calle Corbeta Uruguay - Calle Ottawa - Av. Croacia - Av. Hipólito Yrigoyen (Ruta 197) - Calle Federico Lacroze - Hasta Est. José C. Paz

### San Atilio por Corbeta Uruguay
- Ida

Desde Est. José C. Paz por Calle Federico Lacroze - Avenida José Altube - Calle Gaspar Campos - Avenida Hipólito Yrigoyen (Ruta 197) - Avenida Croacia - Avenida Potosí - Calle Corbeta Uruguay - Calle Guanacaste - Calle Fragata Sarmiento - Calle Chuquisaca - Calle Corbeta Uruguay - Calle San Blas - Calle Natalio Salvatori (Ex Bolivar) - Calle Trinidad - Hasta Av. Derqui y Trinidad.
- Vuelta

Desde Av. Derqui y Trinidad - Calle Trinidad - Calle Natalio Salvatori (Ex Bolívar) - Calle San Blas - Calle Corbeta Uruguay - Calle Chuquisaca - Calle Fragata Sarmiento - Calle Guanacaste - Calle Corbeta Uruguay - Avenida Potosí - Avenida Croacia - Avenida Hipólito Yrigoyen (Ruta 197) - Calle Federico Lacroze - Hasta Est. José C. Paz

### Butler
- Ida

Desde Est. José C. Paz - Calle Fray Butler - Calle La Gazeta - Calle Pasó de Uspallata - Av. Croacia - Calle Pcia. de Buenos Aires - Boulevard B° Kirchner - Hasta B° Nestor Kirchner
- Vuelta

Desde B° Nestor Kirchner - Boulevard B° Kirchner - Calle Pcia. de Buenos Aires - Av. Croacia - Calle Pasó de Uspallata - Calle La Gazeta - Calle Fray Butler - Hasta Est. José C. Paz

### Las Casitas por Bolívar
- Ida

Desde Est. José C. Paz - Calle Federico Lacroze - Av. José Altube - Calle Gaspar Campos - Av. Hipólito Yrigoyen (Ruta 197) - Av. Croacia - Av. Potosí - Calle Salvatori (Ex Bolívar) - Boulevard B° René Favaloro - Hasta B° Las Casitas
- Vuelta

Desde B° Las Casitas - Boulevard B° René Favaloro - Calle Salvatori (Ex Bolívar) - Av. Potosí - Av. Croacia - Av. Hipólito Yrigoyen (Ruta 197) - Calle Federico Lacroze - Hasta Est. José C. Paz

### Maestro por 197 (desafectado)
- Ida

Desde Est. José C. Paz por Calle Federico Lacroze - Av. José Altube - Calle Gaspar Campos - Av. Hipólito Yrigoyen (Ruta 197) - Calle Padre Ustárroz - Calle Pedro de Mendoza. 
- Vuelta

Calle Defensa - Calle El Gaucho - Calle Padre Ustárroz- Av. Hipólito Yrigoyen (Ruta 197) - Calle Federico Lacroze - Hasta Est. José C. Paz

### Las Acacias por Martel
Desde Est. José C. Paz - Calle Federico Lacroze - Av. José Altube - Calle Williams - Calle José C. Paz - Calle Monteagudo - Calle Coronel Arias -Calle Julián Martel - Calle Juan Díaz de Solís - Av. Pte. Sarmiento - Calle Pedro de Mendoza - Calle General Pinto - Calle Juan Díaz de Solís - Calle Julián Martel - Calle Pueyrredón - Calle Monteagudo - Calle José C. Paz - Calle Williams - Av. José Altube - Calle R. Sáenz Peña - Av. Hipólito Yrigoyen (Ruta 197) - Calle Federico Lacroze - Hasta Est. José C. Paz

### Las Acacias por Monteagudo
Desde Est. José C. Paz - Calle Federico Lacroze - Av. José Altube - Calle Williams - Calle José C. Paz - Calle Monteagudo - Calle Pueyrredón - Calle Julián Martel - Calle Juan Díaz de Solís - Calle General Pinto - Calle Pedro de Mendoza - Av. Pte. Sarmiento - Calle Juan Díaz de Solís - Calle Julián Martel - Calle Coronel Arias - Calle Monteagudo - Calle José C. Paz - Calle Williams - Av. José Altube - Calle R. Sáenz Peña - Av. Hipólito Yrigoyen (Ruta 197) - Calle Federico Lacroze - Hasta Est. José C. Paz

### Sol y Verde
- Ida

Desde Est. José C. Paz - Calle Oliverio Girondo - Calle Santiago de Compostela - Calle Piñero - Avenida Héctor Arregui - Calle Ugarteche - Calle Fray Butler - Calle Francisco Castañeda - Calle Verapaz - Calle Dinamarca - Calle Finlandia - Calle Luis María Drago - Calle Miguel Ángel Buonarotti - Hasta Calle Loeffler (Plaza de Sol y Verde).
- Vuelta

Desde Calle Loeffler y Calle Miguel Ángel Buonarotti, por Calle Miguel Ángel Buonarroti - Calle Luis María Drago - Calle Finlandia - Calle Dinamarca - Calle Verapaz - Calle Francisco Castañeda - Calle Fray Butler - Calle Ugarteche - Avenida Héctor Arregui - Hasta Oliverio Girondo.

### El Mirador por Altube
- Ida

Desde Est. José C. Paz por Federico Lacroze - Zuviría - Av. José Altube - Rodrigo de Triana - José Altube - Fray Marchena hasta Av. Pte. Hipólito Yrigoyen (Ruta 197).
- Vuelta

Fray Marchena - José Altube - Rodrigo de Triana - Av. José Altube - Roque Sáenz Peña - Av. Pte. Hipólito Yrigoyen (Ruta 197) - Federico Lacroze hasta Est. José C. Paz.